# Przygoda na Antarktydzie
Przygoda na Antarktydzie (ang. Eight Below) – amerykański film przygodowy w reżyserii Franka Marshalla z 2006 roku.

## Fabuła
Film opowiada o ludziach i ośmiu psach przebywających na Antarktydzie. Pewnego dnia do stacji, w której przebywa m.in. Jerry Shepherd (Paul Walker), przybywa naukowiec (Bruce Greenwood) z zamiarem odnalezienia meteorytu, który niedawno spadł na Antarktydę. Jerry oferuje dojazd psim zaprzęgiem do prawdopodobnego miejsca upadku meteorytu. Po wyruszeniu rozpętuje się ogromna burza, jednak naukowiec nie chce zrezygnować ze znalezienia tego, czego szukał. Przypłaciłby to śmiercią, gdyby nie psy, które ratują mu życie. Po powrocie do stacji Jerry zostaje zmuszony do pozostawienia psów, do których był ogromnie przywiązany. Pewny, że wróci po pupili za kilka dni, przywiązuje je do siebie łańcuchem bardzo mocno, żeby się nie rozbiegły. Następnie razem z resztą załogi odlatuje z kontynentu. Warunki są na tyle trudne, że po psy nie można powrócić. Jerry, po powrocie do domu, szuka wszelkich sposobów, by dostać się na Antarktydę, jednak ze względu na warunki nikt inny nie chce się tam zapuszczać. Tymczasem na Antarktydzie zwierzęta zdołały się uwolnić i nauczyć, jak żyć w tych trudnych warunkach. Ponad pół roku później Jerry wraca po przyjaciół i ku jego zaskoczeniu łańcuch jest prawie pusty. Czeka go jeszcze jedna niespodzianka, sześć psów jest żywych.

## Obsada
- Paul Walker jako Jerry Shepherd
- Bruce Greenwood jako David McClaren
- Moon Bloodgood jako Katie
- Jason Biggs jako Charlie Cooper
- Gerard Plunkett jako Andy Harrison
- August Schellenberg jako Mindo
- Wendy Crewson jako Eve McClaren
- Belinda Metz jako dr Rosemary Paris
- Connor Christopher Levins jako Eric McClaren